# 쓰후이 동역
쓰후이둥역(중국어 간체자: 四惠东站, 병음: Sìhuì Dōng Zhàn)은 중화인민공화국 베이징시에 있는 베이징 지하철 1호선, 바퉁선이 지나가는 지하철 역이다. 역 번호는 1호선이 125, 바퉁선이 BT02이다.

## 역 구조
쓰후이 동역은 1층 승강장, 2층 대합실로 이루어져 있다. 1번과 8통은 승강장에서 환승할 수 있다.
| 지상 2층 | 대합실                                 | 출구, 개집표기, 자동판매기, 이카통(一卡通) 충전 |                                     |
| 지상 1층 | 상대식 승강장, 오른쪽 출입문이 열림    | 상대식 승강장, 오른쪽 출입문이 열림             | 상대식 승강장, 오른쪽 출입문이 열림 |
| 지상 1층 | ← ■ 지하철 1호선 핑궈위안 방면(쓰후이) |                                                 |                                     |
| 지상 1층 | → ■ 지하철 1호선 하차용 승강장         |                                                 |                                     |
| 지상 1층 | 상대식 승강장, 오른쪽 출입문이 열림    |                                                 |                                     |
| 지상 1층 | 상대식 승강장, 오른쪽 출입문이 열림    |                                                 |                                     |
| 지상 1층 | ← ■ 바퉁선 쓰후이 방면(종착역)         |                                                 |                                     |
| 지상 1층 | → ■ 바퉁선 투차오 방면(가오베이뎬)     |                                                 |                                     |
| 지상 1층 | 상대식 승강장, 오른쪽 출입문이 열림    |                                                 |                                     |

- 쓰후이 동역 보안 체크 구역
- 입구 게이트 (1호선)
- 쓰후이 동역 1호선 승강장
- 쓰후이 동역 바퉁 선 승강장

## 출구
이 역에는 모두 2개의 출구가 있다.(A남, B북) 역 개통 초기에는 남쪽에만 출구가 설치되어 있었으나, 이후 역 북쪽의 캉자거우촌(康家沟村) 사람들이 이 역을 이용할 수 있도록, 본 역의 북동쪽에 있는 직원 통로를 승객용 출입구로 바꾸고, 2003년경에는 퉁후이자위안(通惠家园)으로 향하는 북서구를 개통했다. 2017년, 쓰후이 동역 북서쪽에 대규모 상업 시설이 여러개 건설되어 쓰후이 동역 북서쪽에서 들어오는 승객이 급증했지만 북서쪽 출구가 없기 때문에 북쪽 오피스텔을 오가는 승객은 퉁후이자위안 후이민위안(惠民园) 북쪽의 10여 미터가 넘는 외부 계단을 경유해야 한다. 이를 위해, 본역 서북쪽의 직원 통로는 2017년 12월에 지상 출구로 개조되었다.
| 출구                                 | 출구 인근 |
| ------------------------------------ | --- |
| 出口 · A                             | 젠궈로(建国路), 톈양·운하1호(天洋·运河壹号), 중국자단 박물관(中国紫檀博物馆), 베이징시제17중학(중국어 간체자: 北京市第十七中学)                                   |
| 出口 · B                             | 캉자커우(康家沟), 퉁후이자위안(通惠家园), 간루위안(중국어 정체자: 甘露園), 스리바오중학(중국어 간체자: 十里堡中学), 민항베이징이위엔(중국어 간체자: 民航北京医院) |
| 아이콘 설명: 경사로 \| 휠체어 리프트 | |

- 징퉁 쾌공로(京通快速路)를 지나는 쓰후이동 연결 인도교
- 쓰후이 동역 A출구 내부
- 쓰후이 동역 B출구 (퉁후이자위안 옆)
- 쓰후이 동역 B출구 (퉁후이자위안 방향)

## 역사
- 1999년9월 28일 - 1호선 개통
- 2000년6월 28일 - 시단 역 - 톈안먼시 역 개통
- 2003년12월 27일 - 바퉁선 개통

## 전후역
■ 1호선
- 쓰후이 역(124) - 쓰후이둥 역(125)

■ 바퉁선
- 쓰후이 역(BT01) - 쓰후이둥 역(BT02) - 가오베이뎬 역(중국어: 高碑店)(BT03)

## 같이 보기
- 베이징 지하철 1호선
- 베이징 지하철 바퉁 선